# 4427 Burnashev
A 4427 Burnashev (ideiglenes jelöléssel 1971 QP1) a Naprendszer kisbolygóövében található aszteroida. Tamara Mihajlovna Szmirnova fedezte fel 1971. augusztus 30-án.